# 동반수송체

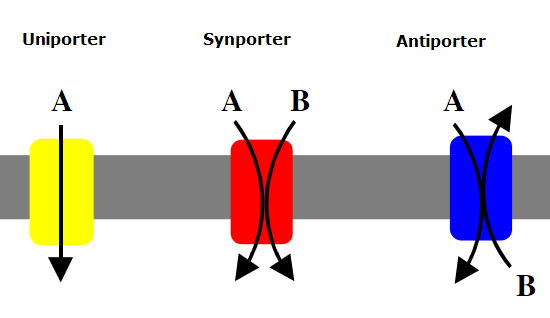
수송 단백질의 비교. 붉은 막단백질 그림이 동반수송체이다.

동반수송체(同伴輸送體영어: symporter) 또는 동향수송체(同向輸送體)는 동반수송에서 사용되는 막단백질의 종류 중 하나이다. 

## 동반수송
동반수송 또는 동향수송(symport)은 두 가지 이상의 다른 분자가 동시에 같은 방향으로 세포막을 통과하는 현상이다. 동반수송에서 분자의 이동을 돕는 막 단백질이 동반수송체이다.

## 같이 보기
- 단일수송체
- 능동수송